# Bořkovice
Bořkovice (německy Borschkowitz) je vesnice v okrese Benešov, je součástí obce Zvěstov. Nachází se cca 2,5 km na jih od Zvěstova. Je zde evidováno 30 adres. Katastrální území Bořkovice má rozlohu 4,61 km² a kromě Bořkovic na něm leží i části obce Otradov a Roudný.

## Historie
První písemná zmínka o vesnici pochází z roku 1371.

## Přírodní poměry
V severovýchodním cípu katastrálního území Bořkovice leží přírodní památka Štola Mořic.